# Thouars
Thouars – miejscowość i gmina we Francji, w regionie Nowa Akwitania, w departamencie Deux-Sèvres. W 2016 roku liczba ludności wynosiła 9475 mieszkańców. 
Dnia 1 stycznia 2019 roku połączono cztery wcześniejsze gminy: Mauzé-Thouarsais, Missé, Sainte-Radegonde oraz Thouars. Siedzibą gminy została miejscowość Thouars, a nowa gmina przyjęła jej nazwę. 
W 1940 w Thouars stacjonował Ośrodek Wyszkolenia Oficerów Saperów, jednostka organizacyjna Wojska Polskiego we Francji. 18 czerwca 1940 o godz. 5.50 podczas bombardowania stacji kolejowej w Thouars przez Luftwaffe zginęło i zmarło z ran 36 żołnierzy Wojska Polskiego, w tym 28 oficerów. 